# سیارک ۴۶۰۷
سیارک ۴۶۰۷ (به انگلیسی: 4607 Seilandfarm، نامگذاری:1987WR) چهار هزار و ششصد و هفتمین سیارک کشف شده‌است که در ۲۵ نوامبر ۱۹۸۷ کشف شد.
قدر مطلق سیارک برابر ۱۲٫۵۰ است.